# Themis Bazaka
Themis Bazaka (grec: Θέμις Μπαζάκα)  (Tessalònica, 3 de març de 1957) és una actriu grega de teatre, televisió i cinema originària de Xifiani Almopia a la unitat regional de Pel·la.

## Biografia
Des de la dècada de 1980 ha aparegut en diverses pel·lícules conegudes i notables, com Parangelía! (1980), Rembetiko, Petrina Hronia (1985), Isyhes meres tou Avgoustou (1991), Akropol (1996) etc. En els darrers anys ha participat a O Eliás tou 16ou (2008) i An... (2012).
També ha aparegut en sèries de televisió, començant per To minóre tis avgís (1983), San ta trelá pouliá (1987), Anatomía enós enklímatos o Dyo méres món i diversos episodis de la sèrie de drama criminal 10i Entolí. També té algunes aparicions al teatre.
El 2021, torna a la televisió a la sèrie social de MEGA, Skoteiní Thálassa.

## Reconeixements
Ha estat guardonada tres vegades pel Festival de Cinema de Tessalònica, dues vegades com a actriu secundària per les pel·lícules Rembetiko i Oi akrovátes tou kípou i amb el premi a la primera actriu per la seva actuació a la pel·lícula Petrina Hronia. Per aquest paper, també va rebre una Menció Honorífica a la 42a Mostra Internacional de Cinema de Venècia: nominació especial a la Copa Volpi per la millor interpretació femenina

## Filmografia
- Alithini Zoi (2004)
- Fevga (2002) sèrie de televisió
- O Paradeisos Einai Prosopiki Ypothesi (2002)
- I Akrovates Tou Kipou (2001)
- Annas Sommer (2001) sèrie de televisió
- I Gynaikes Tis Zois Tis (2001) sèrie de televisió
- The Attack of the Giant Mousaka (2000)
- Signs & Wonders (2000)
- San Adelfes (1999) sèrie de televisió
- Taxim (1999) sèrie de televisió
- Apon (1995) sèrie de televisió
- Akropol (1995)
- Kouarteto Se 4 Kiniseis (1994) sèrie de televisió
- Gynaikes (1992) sèrie de televisió
- Isiches Meres Tou Avgoustou (1991)
- Ypografi Priftis (1991) sèrie de televisió
- Petrina Hronia (1986)
- Rembetiko (1983)